# 삼중수소수
삼중수소수(Tritiated water)는 일반적인 프로튬 원자가 삼중수소로 대체된 방사성 형태의 물이다. 무색의 액체이다. 순수한 형태에서는 산화삼중수소(T2O 또는 3H2O) 또는 초중수라고 할 수 있다. 순수한 T2O는 무색 액체이며 자기 방사성 분해로 인해 부식성이 있다. 희석된 삼중수소수는 주로 H2O와 약간의 HTO(3HOH)이다. 또한 생명 과학 연구에서 물 수송 연구를 위한 추적자로 사용된다. 또한 소량으로 자연적으로 발생하기 때문에 빈티지 와인과 같은 다양한 수성 액체의 나이를 결정하는 데 사용할 수 있다.
초중수(super-heavy water)라는 이름은 중수소 대신 중수소를 포함하는 중수와 삼중수소 물질을 구별하는 데 도움이 된다.

## 응용
삼중수는 신체의 총 수분량을 측정하는 데 사용될 수 있다. 삼중수는 비교적 빠르게 신체의 모든 구획으로 분배된다. 소변 내 삼중수소 농도는 체내 삼중수소 농도와 비슷한 것으로 추정된다. 삼중수소수의 원래 섭취량과 농도를 알면 체내 수분량을 계산할 수 있다.
- 삼중수소수의 양(mg) = 삼중수소수의 농도(mg/ml) × 체수분량(ml)
- 체수분량(ml) = [삼중수소수량(mg) - 배설량(mg)] / 삼중수소수 농도(mg/ml)